# Draaiorgel de Drie Pruiken

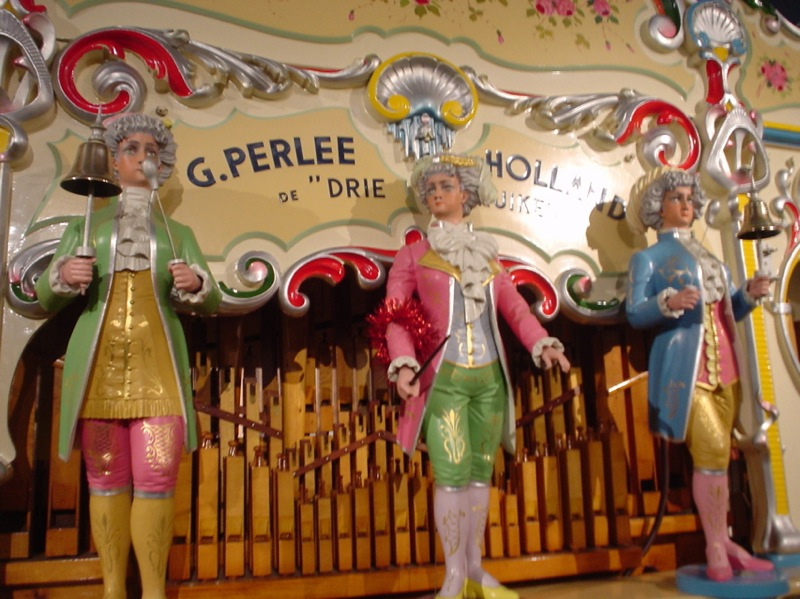
Detail van Draaiorgel de Drie Pruiken in het Museum Speelklok te Utrecht

Draaiorgel de Drie Pruiken is een Nederlands straatorgel. Het werd in 1952 opgebouwd uit een oud Gavioliorgel.

## Geschiedenis
In 1952 werd dit orgel door de beroemde Amsterdamse orgelfamilie Perlee opgebouwd uit de resten van een oud Gavioliorgel. Dit was het eerste orgel waar na de Tweede Wereldoorlog weer beelden op het front geplaatst werden. Deze drie beelden, die overigens eerst op Draaiorgel 't Geitje stonden, hebben grote pruiken, vandaar de naam. Lange tijd zijn Henk Lurks (Akkie) en Roel Schutte (Kleine Roeltje) de huurders van het orgel geweest. Later werd Otje de Vries (zoon van Jan de Pod) huurder van het orgel.
In 1984 was het orgel te zien in de film van Ciske de Rat. Het is tegenwoordig in het bezit van het Museum Speelklok in Utrecht.

## Wereldtentoonstelling
Tijdens de Wereldtentoonstelling van 2010 in Shanghai was het draaiorgel te zien in het Holland-paviljoen Happy Street. Voor deze gelegenheid werd er speciale Chinese muziek gearrangeerd en werd het orgel voorzien van een midi-systeem. Om het instrument in China te krijgen, werd het uit elkaar gehaald en per vliegtuig vervoerd.

## Boek
- Glorieuze orgeldagen, F. Wieffering, 1965, blz. 203-204